# AGLA
AGLA (אגלא) är en notarikon (kabbalistiskt akronym) för Ateh Gibor Le-olam, Adonai, hebreiska för "Mäktig vare Du för evigt, Herre". Det användes mycket i medeltida ceremoniell magi som ett ord som gav makt över demoner.